# دوش بالبي
دوش بالبي (بالتركية: Doğuş Balbay)‏ مواليد 21 يناير 1989 في إسطنبول، هو لاعب كرة سلة تركي. بدأ مسيرته الاحترافية في سنة 2004. يلعب مع فريق نادي أنادولو إفيس لكرة السلة كلاعب هجوم خلفي. يحمل الرقم 4. يبلغ طوله 6 قدم 1 بوصة (1.9 م). حقق المركز الأول في ألعاب البحر الأبيض المتوسط 2013. لعب مع فنربخشة لكرة السلة ونادي أنادولو إفيس لكرة السلة.

## الميداليات
| الميدالية | المسابقة                        |
| --------- | ------------------------------- |
| ذهبية     | ألعاب البحر الأبيض المتوسط 2013 |

## روابط خارجية
- دوش بالبي على موقع الاتحاد الدولي لكرة السلة (الإنجليزية)
- دوش بالبي على موقع الدوري الأوروبي لكرة السلة (الإنجليزية)
- دوش بالبي على موقع كرة السلة الأوروبية.كوم (الإنجليزية)
- دوش بالبي على موقع كلية كرة السلة في سبورتس رفرنس.كوم (الإنجليزية)
- دوش بالبي على موقع ريلجم (الإنجليزية)
- دوش بالبي على موقع بروبوليرز (الإنجليزية)
- دوش بالبي على موقع سبورتس رفرنس (الإنجليزية)